# Kaiser der Yuan-Dynastie
| Porträt                                                | Tempelname               | Postumer Name  | Khan-Name      | Geburtsname                                                 | Regierungsjahre        | Regierungsperioden |
| ------------------------------------------------------ | ------------------------ | -------------- | -------------- | ----------------------------------------------------------- | ---------------------- | ------------------ |
| Konvention: Geburts- (z. B. Temüdschin) oder Khan-Name |                          |                |                |                                                             |                        |                    |
|                                                        | Taizu (太祖 Tàizǔ)       | ungebräuchlich | Dschingis Khan | Borjigin Temüdschin (孛兒只斤鐵木真 Bèi'érzhījīn Tiěmùzhēn) | 1206–1227              | nicht existent     |
|                                                        | Ruizong (睿宗 Ruìzōng)   | ungebräuchlich | Tolui Khan     | Borjigin Tolui (孛兒只斤拖雷 Bèi'érzhījīnTuōléi)            | 1228                   | nicht existent     |
|                                                        | Taizong (太宗 Tàizōng)   | ungebräuchlich | Ögedei Khan    | Borjigin Ögedei (孛兒只斤窩闊台 Bèi'érzhījīn Wōkuòtái)      | 1229–1241              | nicht existent     |
| Weibliche Regentin                                     | nicht existent           | nicht existent |                | Töregene Khâtûn (乃馬真 Nǎimǎzhēn)                          | Regentschaft 1241–1246 | nicht existent     |
|                                                        | Dingzong (定宗 Dìngzōng) | ungebräuchlich | Güyük Khan     | Borjigin Güyük (孛兒只斤貴由 Bèi'érzhījīn Guìyuó)           | 1246–1248              | nicht existent     |
| Weibliche Regentin                                     | nicht existent           | nicht existent | ?              | Ogul Qaimish (海米失 Hǎimǐshī)                              | Regentschaft 1248–1251 | nicht existent     |
|                                                        | Xianzong (憲宗 Xiànzōng) | ungebräuchlich | Möngke Khan    | Borjigin Möngke (孛兒只斤蒙哥 Bèi'érzhījīn Ménggē)          | 1251–1259              | nicht existent     |

| Porträt                                                                          | Tempelname (Miao Hao 廟號 Miào Hào) | Postumer Name ( Shi Hao 諡號)    | Khan-Name              | Geburtsname                                                                  | Regierungsjahre         | Regierungsperioden (Nian Hao 年號)                                                                                                 |
| -------------------------------------------------------------------------------- | ----------------------------------- | -------------------------------- | ---------------------- | ---------------------------------------------------------------------------- | ----------------------- | --- |
| Konvention: „Yuan“ + Tempelname oder postumer Name. Mischformen bei Kublai Khan. |                                     |                                  |                        |                                                                              |                         | |
|                                                                                  | Shizu (世祖 Shìzǔ)                  | ungebräuchlich                   | Kublai Khan            | Borjigin Kublai (孛兒只斤忽必烈 Bèi'érzhījīn Hūbìliè)                        | 1260–1294               | Zhongtong (中統 Zhōngtǒng) 1260–1264 Zhiyuan (至元 Zhìyuán) 1264–1294                                                              |
|                                                                                  | Chengzong (成宗 Chéngzōng)          | ungebräuchlich                   | Timur Khan             | Borjigin Temür (孛兒只斤鐵木耳 Bèi'érzhījīn Tiěmù'ěr)                        | 1294–1307               | Yuanzhen (元貞 Yuánzhēn) 1295–1297 Dade (大德 Dàdé) 1297–1307                                                                      |
|                                                                                  | Wuzong (武宗 Wǔzōng)                | ungebräuchlich                   | Külüq Khan             | Borjigin Qayshan (孛兒只斤海山 Bèi'érzhījīn Hǎishān)                         | 1308–1311               | Zhida (至大 Zhìdà) 1308–1311 |
|                                                                                  | Renzong (仁宗 Rénzōng)              | ungebräuchlich                   | Buyantu Khan           | Borjigin Ayurparibhadra (孛兒只斤愛育黎拔力八達 Bèi'érzhījīn Àiyùlíbálìbādá) | 1311–1320               | Huangqing (皇慶 Huángqìng) 1312–1313 Yanyou (延祐 Yányòu) 1314–1320                                                                |
|                                                                                  | Yingzong (英宗 Yīngzōng)            | ungebräuchlich                   | Gegen Khan, Suddhipala | Borjigin Suddhipala (孛兒只斤碩德八剌 Bèi'érzhījīn Shuòdébālá)               | 1321–1323               | Zhizhi (至治 Zhìzhì) 1321–1323 |
| Konvention: nur für die nachfolgenden Herrscher, „Yuan“ + postumer Name          |                                     |                                  |                        |                                                                              |                         | |
|                                                                                  | Jinzong (晉宗 Jìnzōng)              | Taiding Di (泰定帝 Tàidìng Dì)   | Yesun Timur Khan       | Borjigin Yesün-Temür (孛兒只斤也孫鐵木兒 Bèi'érzhījīn Yěsūntiěmùér)          | 1323–1328               | Taiding (泰定 Tàidìng) 1321–1328 Zhihe (致和 Zhìhé) 1328                                                                           |
|                                                                                  | nicht existent                      | Tianshun Di (天順帝 Tiānshùn Dì) | Arigaba                | Borjigin Arigaba (孛兒只斤阿速吉八 Bèi'érzhījīn Āsùjíbā)                     | 1328                    | Tianshun (天順 Tiānshùn) 1328 |
|                                                                                  | Wenzong (文宗 Wénzōng)              | ungebräuchlich                   | Jijaghatu Toq-Temür    | Borjigin Toqa Timur (孛兒只斤圖鐵木兒 Bèi'érzhījīn Tútiěmùér)                | 1328–1329 und 1329–1332 | Tianli (天曆 Tiānlì) 1328–1330 Zhishun (至順 Zhìshùn) 1330–1332                                                                    |
|                                                                                  | Mingzong (明宗 Míngzōng)            | ungebräuchlich                   | Qutugku Khan           | Borjigin Qoshila (孛兒只斤和世剌 Bèi'érzhījīn Héshìlà)                       | 1329                    | nicht existent |
|                                                                                  | Ningzong (寧宗 Níngzōng)            | ungebräuchlich                   | Irinchibal             | Borjigin Irinchibal (孛兒只斤懿璘質班 Bèi'érzhījīn Yìlínzhìbān)              | 1332                    | Zhishun (至順 Zhìshùn) 1332 |
|                                                                                  | Huizong (惠宗 Huìzōng)              | Shundi (順帝 Shùndì)             | Ukhaatu Khan           | Borjigin Toghan Timur (孛兒只斤妥懽鐵木兒 Bèi'érzhījīn Tuǒhuān Tiěmùér)      | 1333–1370               | Zhishun (至順 Zhìshùn) 1333 Yuantong (元統 Yuántǒng) 1333–1335 Zhiyuan (至元 Zhìyuán) 1335–1340 Zhizheng (至正 Zhìzhèng) 1341–1368 |

| Porträt | Tempelname (Miao Hao 廟號 Miào Hào) | Postumer Name ( Shi Hao 諡號) | Khan-Name    | Geburtsname                                                                           | Regierungsjahre | Regierungsperioden (Nian Hao 年號)   |
| --- | ----------------------------------- | ----------------------------- | ------------ | ------------------------------------------------------------------------------------- | --------------- | ------------------------------------ |
| Konvention: Khan-Name oder Geburtsname |                                     |                               |              |                                                                                       |                 |                                      |
| Konvention: nur für die nachfolgenden Herrscher, „Yuan“ + postumer Name |                                     |                               |              |                                                                                       |                 |                                      |
| | Huizong (惠宗 Huìzōng)              | Shundi (順帝 Shùndì)          | Toghan-Temür | Borjigin Toghan Timur (孛兒只斤妥懽鐵木兒 Bèi'érzhījīn Tuǒhuān Tiěmùér)               | 1333–1370       | Zhiyuan (至元 Zhìyuán) 1368–1370     |
| | Zhaozong (昭宗 Zhāozōng)            | nicht existent                | Biligtü Khan | Ayushiridara aus dem Borjigin-Clan (孛兒只斤愛育識里達臘 Bèi'érzhījīn Àiyùshílǐdálà)  | 1370–1378       | Xuanguang (宣光 Xuānguāng) 1371–1378 |
| | nicht existent                      | nicht existent                | Uskhal Khan  | Tögüs Temür aus dem Borjigin-Clan (孛兒只斤脫古思鐵木兒 Bèi'érzhījīn Tuōgǔsī Tiěmùér) | 1378–1387       | Tianguang (天光 Tiānguāng) 1378–1387 |
| Uskhal Khan war der letzte Khagan und Kaiser aus dem Borjigin-Clan (Kiyan-Großclan). Jorightu Khan Yesüder übernahm den Titel eines "Mongolischen Khagan" der 'Nördlichen Yuan'. Ligdan Khan (* 1592; † 1634) war Jahrhunderte später der letzte unabhängige Khan der Mongolen. |                                     |                               |              |                                                                                       |                 |                                      |